# 24 Canum Venaticorum
24 Canum Venaticorum este o stea din constelația Câinilor de Vânătoare.